# Bernhard Ycart
Bernhard Ycart (ou Bernar, Bernardus ; Hycart, Hycaert, Icart, Ycaert) (fl.  1470 – 1480) est un chanteur et compositeur espagnol de la Renaissance, actif au XVe siècle, à la cour aragonaise de Naples. Il est probablement originaire de Catalogne.

## Biographie
Il y a peu d'éléments connus de sa vie. Il est d'origine catalane ou franco-flamande
Il est cité dans les livres Dialogus in arte música (c. 1480) de John Hothby et plusieurs fois dans le Tractatus practicabilium proportionum  (c. 1482) de Franchini Gaffurio et il semble qu'il soit présent dans le nord de l'Italie avec Vincenet, Villette et Baude Cordier, ou au moins sa musique y était connue puisque quelques-unes de ses œuvres se trouvent copiées par Johannes Bonadies dans le Codex Faenza entre 1473 et 1474.
Les autres documents qui mentionnent Ycart, le situent à Naples. Le premier est une disposition pontificale de Paul II, datée le 27 octobre 1478 dans laquelle il accorde à Ycart une abbaye territoriale au Monastère de Sainte Marie du Pendino à Basilicate. Dans le même document, Ycart est cité comme « clericus » du diocèse de Tortosa. Dans un autre document daté le 25 ou 27 octobre 1480, apparaît dans la liste des chanteurs de la chapelle royale de Ferdinand Ier de Naples, juste en dessous de Johannes Tinctoris qui était un autre membre.

## Œuvre
Les premières œuvres conservées de Bernhard Ycart, apparaissent dans le Codex Faenza, manuscrit originaire du nord de l'Italie. Il s'agit de trois Magnificat, un Gloria et un Kyrie. De son séjour à Naples est conservé un ensemble de Lamentations, un motet dans le Cancionero de Montecassino et une pièce sans texte dans le Manuscrit de Perouse 431, de provenance napolitaine. Sa musique semble avoir encore été joué après, puisqu'elle est imprimée dans Lamentationum Jeremie... liber primus und secundus, publié par Petrucci en 1506.
Suit le détail des œuvres conservées d'Ycart. Les codes de la colonne de Sources musicales son spécifiées plus bas, ainsi que celles de la colonne Enregistrements qui sont spécifiées à la section Discographie.
| Nº | Œuvre                                                                              | Voix | Forme             | Sources             | Enregistrements | Notes                                                                   |
| -- | ---------------------------------------------------------------------------------- | ---- | ----------------- | ------------------- | --------------- | ----------------------------------------------------------------------- |
| 1  | Kyrie                                                                              | 4    | Kyrie             | FAE (fos 8v–9)      |                 |                                                                         |
| 2  | Et in terra pax hominibus                                                          | 4    | Gloria            | FAE (fos 9v–11      |                 |                                                                         |
| 3  | Et exultavit spiritus meus                                                         | 4    | Magnificat        | FAE (fos 6v–7), PAR |                 |                                                                         |
| 4  | Et exultavit spiritus meus                                                         | 4    | Magnificat        | FAE (fos 7v–8)      |                 |                                                                         |
| 5  | Et exultavit spiritus meus                                                         | 3    | Magnificat        | FAE (fos 65v–66)    |                 |                                                                         |
| 6  | Lamentationes Hieremiae Prophetae : Quomodo sedet Quomodo obtexit Recordare Domine | 4    | lamentations      | PET                 | UTR, OFF        |                                                                         |
| 7  | Ou princeps Pilate                                                                 | 4    | motet             | CMM                 |                 |                                                                         |
| 8  | Non touches À moy je suy trop mygnotte                                             | 4    | chanson (virelai) | PIX                 |                 |                                                                         |
| 9  | Pover Me mischin dolente, Se io t'ou donnée                                        |      |                   | PER                 |                 | Pièce sans texte. Quelques auteurs attribuent la pièce à Heinrich Isaac |
| –  | Messe Amour ton non mon gabasti                                                    |      |                   |                     |                 | Perdue. Basée sur une chanson italienne du même nom.                    |
| –  | Messe Voltate in qua                                                               |      |                   |                     |                 | Perdue. Basée sur une chanson italienne du même nom.                    |

- Manuscrits :
  - FAE - Faenza, Bibliothèque Comunale 117 (Codex Faenza) (I-FZc 117)
  - CMM - Montecassino, Bibliothèque dell'Abbazia, 871 Cancionero de Montecassino (I-MC 871)
  - PER - Pérouse, Bibliothèque Comunale Augusta, Ms. 431 (olim G20) (I-PEc 431)
  - PIX - Paris, Bibliothèque nationale, fonds française 15123 (Chansonnier Pixérécourt) (F-Pn 15123)
  - PAR - Paris, Bibliothèque Nationale, Rés. Vm7 676 (F-Pn Rés.Vm 676)

- Livres :
  - PET - Lamentationum Jeremie... liber primus und secundus. Venise, Ottaviano Petrucci 1506.

## Discographie
- 1977 - [UTR] Officium tenebrarum. chants grégoriens de Pierre de la Rue, Johannes Gardano, Bernardus Ycart. Students' Choir Utrecht, Utrecht Students' Chamber Choir. Jan Boogaarts (Celestial Harmonies 13022) (OCLC 781361545) (Fiche sur medieval.org)
- 2002 - [OFF] Lamentatio. Musik zur Passion um 1500. Ensemble Officium. Wilfried Rombach (14-16 février 2002, Christophorus 77253) (OCLC 876300501) (Fiche sur medieval.org)